# Calafat
Calafat is een stad (oraș) in het Roemeense district Dolj. De stad telt 18.890 inwoners. 

## Verkeer en vervoer
Tussen Calafat en het Bulgaarse Vidin ligt de tweede brugverbinding over de Donau tussen Roemenië en Bulgarije, via de "Nieuw Europa"-brug.

## Trivia
Tot 2021 was Calafat een zustergemeente van het Gelderse Duiven, in 2021 is deze verbinding tot een einde gekomen.